# Kroksjö (Svartrå socken, Halland)
Kroksjö är en sjö i Falkenbergs kommun och Varbergs kommun i Halland och ingår i Ätrans huvudavrinningsområde. Sjön har en area på 0,0645 kvadratkilometer och ligger 93,7 meter över havet.

## Delavrinningsområde
Kroksjö ingår i det delavrinningsområde (633702-130775) som SMHI kallar för Mynnar i Högvadsån. Medelhöjden är 91 meter över havet och ytan är 20,24 kvadratkilometer. Det finns ett avrinningsområde uppströms, och räknas det in blir den ackumulerade arean 36,32 kvadratkilometer. Lillån som avvattnar avrinningsområdet har biflödesordning 3, vilket innebär att vattnet flödar genom totalt 3 vattendrag innan det når havet efter 35 kilometer. Avrinningsområdet består mestadels av skog (71 procent) och jordbruk (21 procent). Avrinningsområdet har 0,23 kvadratkilometer vattenytor vilket ger det en sjöprocent på 1,1 procent.